# Santiago Ixcuintla (község)
Santiago Ixcuintla község Mexikó Nayarit államának nyugati részén. 2010-ben lakossága kb. 93 000 fő volt, ebből mintegy 18 000-en laktak a községközpontban, Santiago Ixcuintlában, a többi 75 000 lakos a község területén található 157 kisebb településen élt.

## Fekvése
A Nayarit állam nyugati részén, a Csendes-óceán partján fekvő község területének legnagyobb része síkság, de keleti részén már a Nyugati-Sierra Madre hegyei kezdődnek, itt a 800 m-es tengerszint feletti magasságot megközelítő csúcsok is emelkednek. A csapadék bőséges, így számos folyó és tó található a község területén. A folyók közül a legnagyobbak a San Pedro (melynek egyik szigetén fekszik a nevezetes Mexcaltitán falu), a Grande de Santiago, az Acaponeta, a Mololoa, a Sauta, a Cahuipa, a De los Hornillos és az El Jabalí. A község területének 46%-át hasznosítják növénytermesztésre, míg 22%-ot foglalnak el a partközeli mangroveerdők. 10%-ot borít vadon, míg 9%-án (szintén a part közelében) sókedvelő növénytársulások tenyésznek.

## Népesség
A község lakóinak száma a közelmúltban folyamatosan csökkent, csak az utóbbi években nőtt újra. A változásokat szemlélteti az alábbi táblázat:
| Év   | Lakosság |
| ---- | -------- |
| 1990 | 99 106   |
| 1995 | 95 385   |
| 2000 | 94 979   |
| 2005 | 84 314   |
| 2010 | 93 074   |

## Települései
A községben 2010-ben 158 lakott helyet tartottak nyilván, de nagy részük igen kicsi: 70 településen 10-nél is kevesebben éltek. A jelentősebb helységek:
| Település                          | Lakosság (2010) |
| ---------------------------------- | --------------- |
| Santiago Ixcuintla (községközpont) | 18 241          |
| Villa Hidalgo)                     | 9908            |
| La Presa                           | 4241            |
| Yago                               | 3965            |
| Pozo de Ibarra                     | 3233            |
| Villa Juárez                       | 3000            |
| Sentispac                          | 2594            |
| Amapa                              | 2226            |
| Sauta                              | 2220            |
| El Corte (El Tuchi)                | 2025            |
| Puerta de Mangos                   | 1697            |
| Colonia Emiliano Zapata            | 1657            |
| Cañada del Tabaco                  | 1636            |
| El Capomal                         | 1463            |
| El Tizate                          | 1408            |
| El Botadero                        | 1396            |
| Palmar de Cuautla                  | 1359            |
| Santa Cruz                         | 1316            |
| Boca de Camichín                   | 1254            |
| Los Otates                         | 1009            |